# 슬로베니아 축구 협회
슬로베니아 축구 협회(슬로베니아어: Nogometna zveza Slovenije, NZS)는 슬로베니아의 축구 협회로 슬로베니아 축구 국가대표팀 등 슬로베니아의 각 축구 대표팀과 국내 축구 리그를 관장하고 있다.